# Azul...
Azul… es un libro de cuentos y poemas de Rubén Darío. Fue publicado en Valparaíso (Chile) el 30 de julio de 1888.
Comúnmente es considerado como el iniciador del modernismo literario, tesis que ha sido apoyada por personalidades como Octavio Paz, Ángel Rama o el propio Darío. Sin embargo, cabe destacar las obras Ismaelillo (1882) de Martí y Cuentos frágiles (1883) de Gutiérrez Nájera como precursores de este movimiento.
Así pues, su autor llegó a decir que «Azul… simbolizaba el comienzo de su primavera.»

## Origen del título
Aunque comúnmente se cree que el título 

Confieso que al principio, a pesar de la amable dedicatoria con que usted me encía un ejemplar, miré el libro con indiferencia… casi con desvío. El título Azul… tuvo la culpa.
Víctor Hugo dice: L'Art c'est l'azur […], no veo en eso de que el arte es lo azul sino una frase enfática y vacía.
Lo que a mí me dio mala espina fue la frase de Víctor Hugo […]. ¿Será este, me pregunté, uno de tantos y tantos como por todas partes, y sobre todo en Portugal y en la América española, han sido aficionados por Víctor Hugo? La manía de imitarle ha hecho estragos, porque la atrevida juventud exagera sus defectos, y porque eso se llama genio, y hace que los defectos se perdonen y tal vez se aplaudan, no se imitan cuando se tienen. En resolución, yo sospeché que era usted un Víctor Huguito y estuve más de una semana sin leer el librito de usted.

Sin embargo, Darío llegó a declarar que cuando publicó el libro, aún no conocía la frase de Víctor Hugo, pero sí la estrofa de Les Châtiments —del mismo autor— que dice: «Adieu, patrie, l'onde est en furie! Adieu, patrie, azur!». Así pues, aclaró que el azul era para él «color del ensueño, el color del arte, un color helénico y homérico»

## Historia
Así, pues, Darío años después llegó a explicar

El Azul… es un libro parnasiano, y, por lo tanto, francés. En él aparecen por primera vez en nuestra lengua el cuento parisiense, la adjetivación francesa, el giro galo injertado en el párrafo clásico castellano, la chuchería de Goncourt.

Sin embargo, Darío había entrado en contacto con la literatura francesa antes de llegar a Chile, así pues, declara en Historia de mis libros:

Mas mi penetración en el mundo en el arte verbal francés no había comenzado en tierra chilena. Años atrás, en Centro América, en la ciudad de San Salvador y en compañía del buen poeta Francisco Gavidia, mi espíritu adolescente había explorado la inmensa selva de Víctor Hugo y había contemplado el océano divino en donde todo se contiene.

## Innovaciones literarias
Una de las principales innovaciones del libro se encuentra la introducción del soneto en alejandrinos, que sustituye los endecasílabos por alejandrinos y sustituye los primeros dos cuartetos por serventesios, a la lengua castellana.

## Estructura
La edición original de 1888 estaba encabezada por un prólogo de Eduardo de la Barra y a continuación el contenido, dividido en tres secciones: Cuentos en prosas, que incluía nueve relatos (El rey burgués, El fardo, La ninfa, El velo de la reina Mab, La canción del oro, El rubí, El palacio del sol, El pájaro azul y Palomas blancas y garzas morenas); En Chile, dividido en dos subsecciones, Álbum porteño y Álbum santiagués (que incluye 12 relatos breves con una línea tan débil que oscila entre el cuento y el poema en prosa); y el Año lírico, formado por los poemas Primaveral, Estival, Invernal, Pensamiento de otoño (de Armando Silvestre) y Anágke.
La cuentos de la sección de Cuentos en prosas estaban dispuestos de tal manera que formaran parte una unidad que reflejara diversos puntos de vista (llegando, pues, a complementarse). Mientras en El rey burgués el poeta es humillado por el mecenas tiránico, ignorante y ridículo, en La ninfa, Lesbia supone la antítesis de este.